# 玛丽奇卡·策兰
玛丽奇卡·策兰（羅馬尼亞語：Maricica Țăran，1962年1月4日—），罗马尼亚、德国女子赛艇运动员。她曾代表罗马尼亚参加1984年夏季奥林匹克运动会赛艇比赛，获得女子四人双桨金牌。